# 平野俊隆
平野 俊隆（ひらの としたか、1967年11月7日 - ）は、日本の男性声優。81プロデュース所属。北海道出身。

## 人物
役者になったきっかけは「退屈しなさそう」と語っている。
声優としてはテレビアニメ、外画吹き替えを中心に活躍。
趣味・特技はスキー、美術、ダンス、映画鑑賞。

## 出演
太字はメインキャラクター。

### テレビアニメ
1999年
- KAIKANフレーズ（オーナー1）
- 鋼鉄天使くるみ（指揮官、神官）
- 週刊ストーリーランド（田辺教授）
- 星方天使エンジェルリンクス（係員）
- 装甲救助部隊レストル（カイン、マルの父）
- 超速スピナー（役員、医師）
- ワイルドアームズ トワイライトヴェノム（兵士A）

2000年
- グラビテーション（レポーターA、男）
- ゾイド -ZOIDS-（侍従長、大臣、町の男 ほか）
- だぁ!だぁ!だぁ!（グルメ星人、ジュちゃん）
- とっとこハム太郎（海の家のおじいさん、執事、番頭、時計屋）
- ポケットモンスター（リングマ、警備員）

2001年
- サイボーグ009 THE CYBORG SOLDIER（警備兵）
- 砂漠の海賊!キャプテンクッパ（マスター）
- サラリーマン金太郎（沢野取締役、尾崎取締役、田所、男、店主 他）
- 旋風の用心棒（警官）
- ゾイド新世紀スラッシュゼロ（チームバイパーの監督、店長、パーツショップのおやじ）
- 花右京メイド隊（体育教師）
- パラッパラッパー（アンパイア、市長）
- フィギュア17 つばさ&ヒカル（中古車屋）

2002年
- 朝霧の巫女（教師）
- おねがい☆ティーチャー（歴史教師）
- ロックマンエグゼ（2002年 - 2003年、運転手、執事、ガードマン）
- わがまま☆フェアリー ミルモでポン!（ゲンパ）

2003年
- 京極夏彦 巷説百物語
- コロッケ!（通行人）
- 最遊記RELOAD（村人）
- 住めば都のコスモス荘 すっとこ大戦ドッコイダー
- 絶体絶命でんぢゃらすじーさん（校長〈初代〉）
- TEXHNOLYZE（風俗店の男）
- NARUTO -ナルト-（2003年 - 2004年、シビレ、大名、ワサビ一家子分）
- 冒険遊記プラスターワールド（村人B、店主）

2004年
- 今日からマ王!（シャス、兵士、老人）
- 鉄人28号（第4作）（記者1）
- 光と水のダフネ（窃盗団A）
- ビューティフル ジョー（ブルータウンの住人）
- 双恋（コック）
- モンキーターン（ベテラン選手）
- ロックマンエグゼAXESS（執事、番頭）
- ロックマンエグゼStream（温泉地の主催者）

2005年
- ガラスの仮面（店主、速水家執事）
- 新釈 眞田十勇士
- スターシップ・オペレーターズ（ティエト・ランガー）
- ゾイドジェネシス（バナ、店主）
- ふしぎ星の☆ふたご姫（キング）
- 雪の女王（男）

2006年
- いぬかみっ!（社長）
- 学園ヘヴン BOY'S LOVE HYPER!（後援会の人）
- きらりん☆レボリューション（2006年 - 2007年、山富オーナー、シショウ）
- 銀魂（2006年 - 2018年、じい〈ネス〉、稲山、天導衆、おじいさん、父親、僧侶、バネ子） - 2シリーズ
- シルクロード少年 ユート（カルルク兵、側近）
- 白い恋人
- 流星のロックマン（執事長）

2007年
- 風の少女エミリー（牧師）
- D.Gray-man（宿屋の主人）
- BACCANO! -バッカーノ!-（ベンヤミン、老人）
- まめうしくん（おカマキリ、まめじい）

2008年
- ゴルゴ13（2008年 - 2009年、アラン、オークション参加者、刑事、慈善家A）
- テレパシー少女 蘭（店主）
- ネオ アンジェリーク Abyss -Second Age-（操舵手）

2009年
- 戦場のヴァルキュリア（貴族B）

2010年
- 神のみぞ知るセカイ（老紳士）
- クロスゲーム（瀬名高校監督）
- スーパーロボット大戦OG -ジ・インスペクター-（ジョイス・ルダール）

2011年
- へうげもの（亭主）

2012年
- バクマン。3（白鳥の父）

2013年
- 銀の匙 Silver Spoon（寮長）

2015年
- 六花の勇者（村長）
- わしも WASIMO（ヒゲなまず先生）

2016年
- アイカツスターズ!（会長）
- プリパラ（執事）
- 霊剣山 星屑たちの宴（遊牧民の長）

2017年
- テイルズ オブ ゼスティリア ザ クロス（マシドラ）
- THE REFLECTION（リーダー）

2018年
- ゆるキャン△（2018年 - 2021年、管理人） - 2シリーズ
- ゾイドワイルド（商人）
- キラキラハッピー★ ひらけ!ここたま（マスター）

2019年
- ベイブレードバースト 超ゼツ（執事）
- ゴー!ゴー!キッチン戦隊クックルン（フケッキー〈実写出演〉）

2020年
- メジャーセカンド（柳川中監督、横浜シニア監督）

2022年
- 邪神ちゃんドロップキックX（広瀬社長）

2023年
- 魔術士オーフェンはぐれ旅 アーバンラマ編（コンラッド）
- デッドマウント・デスプレイ（山ノ浦章太）

2024年
- 異世界でもふもふなでなでするためにがんばってます。（ワーナス・ジルヴァ）

### 劇場アニメ
- 劇場版 とっとこハム太郎 ハムハムランド大冒険（2001年、ハム五郎先生）
- 劇場版 とっとこハム太郎 ハムハムハムージャ! 幻のプリンセス（2002年、カードウリ）
- 神秘の法（2012年、ゴドム長官D）
- 銀魂 THE FINAL（2021年、じい）
- 映画 ゆるキャン△（2022年、本栖湖キャンプ場管理人）

### OVA
- 快刀乱麻 THE ANIMATION（1999年、門弟3）
- 菜々子解体診書（1999年、作業員、私兵、司令官）
- 銀河英雄伝説外伝 第三次ティアマト会戦（2000年）[注 1]
- 真ゲッターロボ対ネオゲッターロボ（2000年、艦長、総理大臣）
- まんがビデオ 墓場鬼太郎（2000年、助教）
- さばくの国の王女さま（2001年）[8]
- .hack//Liminality（2002年、救急隊員）
- アーリーレインズ（2003年、手下）
- やなせたかしメルヘン劇場 クシャラひめ（2008年、家来）

### ゲーム
- CARRIER（2000年）
- ガラクタ名作劇場 ラクガキ王国（2002年）
- 大正もののけ異聞録（2003年、等々力重蔵）
- ヴァンパイアパニック（2004年、市民）
- コロッケ! バン王の危機を救え（2004年、インゲン）
- Quartett! 〜THE STAGE OF LOVE〜（2006年、マロット）
- 地球防衛軍3（2006年、隊長）
- エンジェル・プロファイル（2007年、レオナルド、他）
- 銀魂 万事屋ちゅ〜ぶ ツッコマブル動画（2007年、じい、ニュースキャスター、悪の組織一般兵A）

### ドラマCD
- ヴァイスクロイツ Wish A Dream Collection IV FIRST MISSION（神父）
- スターオーシャン セカンドストーリー2（ザフィケル、医者）
- ふしぎ遊戯 玄武開伝（ダルテの祖父）
- THE IDOLM@STER MILLION THE@TER WAVE 05 ARCANA（2020年、ドラマ現場スタッフ）

### 吹き替え

#### 映画
- アンツ・イン・ザ・パンツ!
- サラマンダー
- ダーク・ブルー
- パイレーツ・アイランド 黄金島の秘宝（ダーミー〈ジャスパー・バッグ〉）
- プラトゥーン
- 欲望のバージニア（ホッジス保安官）

#### テレビドラマ
- TOUCH/タッチ
- 24 -TWENTY FOUR-
- 100日の郎君様（ヨン氏〈チョン・ヘギュン〉[9]）
- 流星剣侠伝 大人物（田福）

#### アニメ
- おまかせ!プルーデンスおばさん（アーネスト、カルロ）
- 怪奇ゾーン グラビティフォールズ（マクガケットじいさん）
- くまのアーネストおじさんとセレスティーヌ（ネズミの裁判長）
- 最強武将伝 三国演義（孫乾、許攸、郭図、喬国老）
- ドーラ（トロル、Mr.トゥーガン、クマ、おじさん、ホッキョクグマ、雪だるま、双子の山 他）
- ドンキーコング（クリッター）
- ノートルダムの鐘II
- バットマン:ブレイブ&ボールド（クレイジーキルト）
- フォスターズ・ホーム（ミスター・ヘリマン）
- ボブとはたらくブーブーズ（ロフティー、ピクルス、ディクソン）
- レゴ アトランティスレスキュー隊（ジェフ・フィッシャー）※おはスタ内

### ボイスオーバー
- 世界遺産
- 探検ロマン世界遺産
- 日立 世界・ふしぎ発見!

### 特撮
- 救急戦隊ゴーゴーファイブ（1999年、ヒルゲムージャの声）

### テレビ番組
- クッキンアイドル アイ!マイ!まいん! まいんのおせちでハッピー!（辰年重兵衛）
- 日経スペシャル カンブリア宮殿（アノマン）
- のりものスタジオ（ハンドルじいさん）
- ひとりでできるもん!→ひとりでできるもん!どきドキキッチン（ほんきーハウス〈2000年 - 2002年〉、クック店長〈2002年 - 2004年〉）

### 人形劇
- こどもにんぎょう劇場「てんぐのかくれみの」（街の人）

### シリーズ一覧
1. ↑  第1期（2006年 - 2009年）、第4期『銀魂.』（2018年）
2. ↑  第1期（2018年）、第2期『SEASON2』（2021年）